# المدورة (القفر)

تعديل مصدري - تعديل

المدورة محلة تابعة لقرية الضيق، التابعة لعزلة النخلة بمديرية القفر إحدى مديريات محافظة إب في الجمهورية اليمنية، بلغ تعداد سكانها 31 حسب تعداد اليمن لعام 2004م.